# Edward Kennedy
Edward Moore „Ted“ Kennedy (22. února 1932 Boston – 25. srpna 2009 Hyannis Port) byl americký politik pocházející ze slavné dynastie Kennedyů. Od roku 1962 až do smrti zastával post senátora v Senátu USA za stát Massachusetts. Téměř čtyřicet sedm let služby představuje čtvrté nejdelší období v historii komory. Svou politickou příslušností byl, jako každý člen klanu ve 20. století, demokrat.

## Osobní život
Narodil se do rodiny Josepha Patricka Kennedyho, který před 2. světovou válkou zastával post velvyslance USA ve Velké Británii, jako nejmladší z devíti sourozenců. Po otci má irské kořeny a římskokatolické vyznání (jeho praděd připlul v polovině 19. století za prací z Irska). Matka Rose Fitzgerald pocházela z americké politické rodiny, jejím otcem byl americký kongresman a starosta Bostonu John F. „Honey Fitz“ Fitzgerald.
Po ukončení Miltonské akademie se Ted v roce 1950 zapsal, stejně jako jeho otec a všichni bratři, na Harvardovu univerzitu, kde pobýval ve Winthropově koleji. V květnu 1951 byl se svým spolužákem vyloučen z univerzity pro podvádění u zkoušky ze španělštiny. Záhy narukoval do americké armády, kde byl přidělen k velitelství ve Francii. Během krátké chvíle se však vrátil na Harvard, kde promoval v roce 1956 (Právnická fakulta). Dalšího právnického vzdělání se mu dostalo na Mezinárodní akademii práva v Haagu a Virginské Univerzitě, na které získal doktorát. V roce 1958 se podílel na senátorské kampani za znovuzvolení svého bratra Johna F. Kennedyho.

## Rodinný život
Bydlel v rodinném sídle dynastie v Hyannis Port na Cape Codu v Massachusetts se svojí druhou ženou Victorií Reggie Kennedy, washingtonskou právničkou. Poprvé se oženil v roce 1958 s Virginií Joan Bennettovou, se kterou se rozvedl v roce 1982. Z jejich manželství se narodily tři děti – dcera Kara (* 1960) a synové Edward Moore, ml. (* 1961), který je právníkem (ve 12 letech mu byla amputovaná pravá noha pro zhoubný kostní nádor – osteosarkom) a Patrick (* 1967), který je americkým kongresmanem za stát Rhode Island.
Jeho nejstarší bratr Joseph Patrick, který byl předurčen pro politickou kariéru, ve 2. světové válce dne 12. srpna 1944 tragicky zahynul při letecké vojenské akci. Pilotoval bombardér Consolidated PB4Y. Měl splněno 25 ostrých akcí a tím příležitost odcestovat zpět do USA. Přesto se na poslední let v operaci Afrodita přihlásil jako dobrovolník a před uvolněním bomby (o hmotnosti 9,6 tuny) z bombardéru došlo k její explozi na palubě letadla.
Po zavraždění obou starších bratrů Johna Fitzgeralda a Roberta Francise se Edward stal de facto otcem jejich 13 dětí.

## Politická kariéra

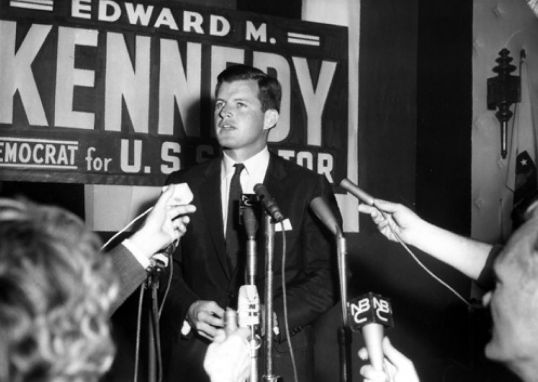
První senátorská kampaň.

V roce 1961 se po Johnu F. Kennedym uprázdnilo křeslo v Senátu USA. Otec Joe P. Kennedy chtěl tento post ponechat pro nejmladšího z bratrů Edwarda Moorea Kennedyho, kterému v té chvíli ještě nebylo 30 let, tedy nesplňoval věkovou hranici pro senátora. Proto hlava rodiny přesvědčila massachusettského guvernéra, aby do Senátu dočasně jmenoval rodinného přítele Kennedyů Benjamina Smithe II., který se mandátu vzdal ve prospěch Edwarda Kennedyho v roce 1962. Ten byl zvolen v řádných senátních volbách v roce 1964 a znovuzvolen v letech 1970, 1976, 1982, 1988, 1994, 2000 a 2006. V roce 2008 byl druhým nejdéle sloužícím senátorem v Kongresu USA po západovirginském senátorovi Robertu Byrdovi.
Byl hlavním podporovatelem zákona Immigration and Nationality Act, který v roce 1965 zrušil imigrační kvóty založené na národním původu. Ačkoli Kennedy tvrdil, že jeho přijetím se etnické složení země nijak nezmění, později se ukázalo, že opak byl pravdou.
Byl velkým zastáncem pozitivní diskriminace. V 1996 označil Patricka Chavise perfektním případem toho, jak afirmativní akce dobře funguje. Později se ukázalo, že Chavis není schopen provádět základní lékařské úkony a byl usvědčen z hrubého zanedbání péče o tři pacientky, z nichž jedna zemřela. Prosazoval též nucené rozvážení dětí autobusy do vzdálených škol, aby docházelo k jejich rasovému promíšení. Sám však své děti posílal do soukromých škol, kterých se toto „obohacování odlišností“ netýkalo.
V roce 2008 až do své smrti vykonával funkci předsedy senátního Výboru pro zdravotnictví, vzdělání, práci a důchodového zabezpečení. Byl členem několika dalších komisí, zakladatelem Přátel členů Kongresu Irska a členem správní rady Centra Johna F. Kennedyho pro aplikované umění ve Washingtonu, D.C.

## Nehoda u ostrova Chappaquiddick – konec prezidentských nadějí

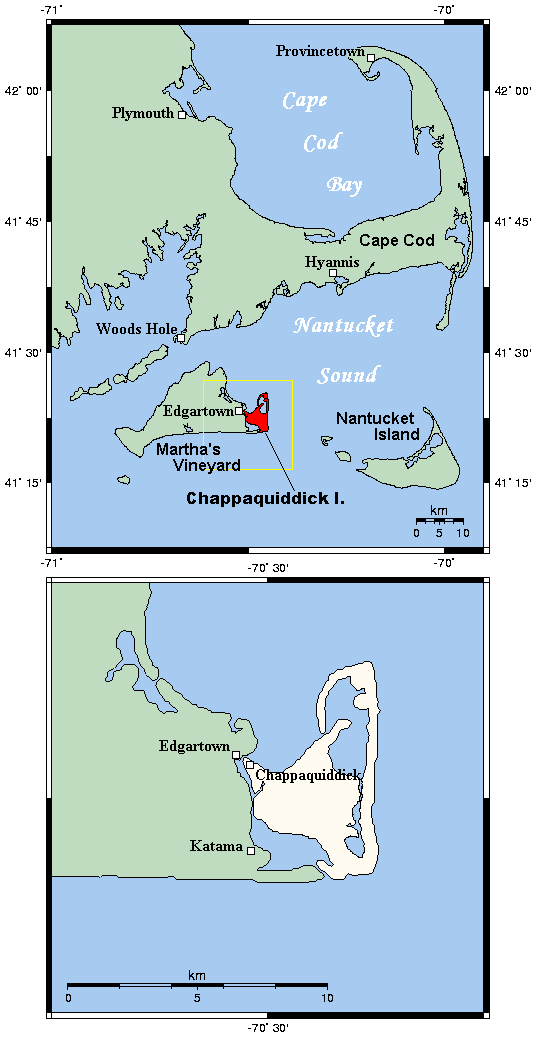
Mapa ostrova Chappaquiddick a okolí

Dne 18. července 1969 se zúčastnil malé oslavy dřívějších spolupracovnic z prezidentského štábu jeho bratra Roberta Kennedyho pro rok 1968, která se odehrála na malém ostrůvku Chappaquiddick. Před odchodem ho bývalá asistentka Bobyho Kennedyho Mary Jo Kopechne (s českými předky, původní příjmení Kopečný) požádala, aby ji odvezl do hotelu. Odjeli spolu mezi 23.15 až 23.30 hodin autem jeho matky Oldsmobilem Delmont 88. Zástupce šerifa později vypověděl, že viděl auto na silnici Dyke v 0.40 hodin. A řidič vypověděl, že zrychlil, když se k vozidlu přiblížil. Na mostě mezi ostrovy Chappaquiddick a Martha's Vineyard dostal na neosvětlené zablácené silnici smyk, sjel z mostu a auto skončilo převrácené v moři. Ted z něho vyplaval, ale Mary Jo se to nepodařilo. Později řekl, že na ni několikrát volal a sedmkrát či osmkrát se ponořil k autu, aby ji vytáhl, avšak neúspěšně. Posléze se vrátil pěšky na místo konání oslavy a odtud do svého hotelu.
Kennedy nehodu, při níž utonula jeho spolujezdkyně, ani nenahlásil policii. Auto v moři objevili až ráno dva rybáři, kteří v něm také našli mrtvou Mary Jo Kopechne. Její rodiče nedali souhlas k pitvě těla, ani neučinili žádné právní kroky proti senátorovi Kennedymu. Ten jim vyplatil 90 tisíc dolarů, dalších 50 tisíc dolarů získali od pojišťovny.

## Prezidentské ambice
V duchu kennedyovského klanu se také nejmladší ze sourozenců pokusil dosáhnout na křeslo v Oválné pracovně Bílého domu, chtěl se stát, jako jeho bratr John, 35. americkým prezidentem. V nominačních letech 1972 a 1976 po výzvách z jeho tábora kandidoval, ale záhy odstoupil z boje. Nakonec se rozhodl zúčastnit prezidentských demokratických primárek v roce 1980. V té době ale měli Demokraté úřadujícího prezidenta Jimmyho Cartera, který byl z tohoto titulu jasným favoritem. Kennedy započal kampaň v bouřlivém duchu nevybíravou kritikou prezidenta. Carter měl tehdy poměrně malou podporu, ale právě probíhající íránská krize s americkými rukojmími, mu dávala šanci na vyšší podporu v primárkách. To byla první neočekávaná příčina Carterova vítězství v souboji s Kennedym. Osudnou se Tedovi stala nehoda u ostrova Chappaquiddick a jeho liknavý postup v oznámení této tragédie. Soupeři se právě na tuto událost zaměřili a v médiích se často hrála píseň dvojice Simon & Garfunkela z roku 1970 „Bridge Over Troubled Water“ (Most přes nepokojné vody), která připomínala tento incident. Tak neslavně skončily prezidentské ambice Teda Kennedyho, který vyhrál primárky v 10 státech oproti Carterovi, který triumfoval ve 24 státech.

## Prezidentská podpora

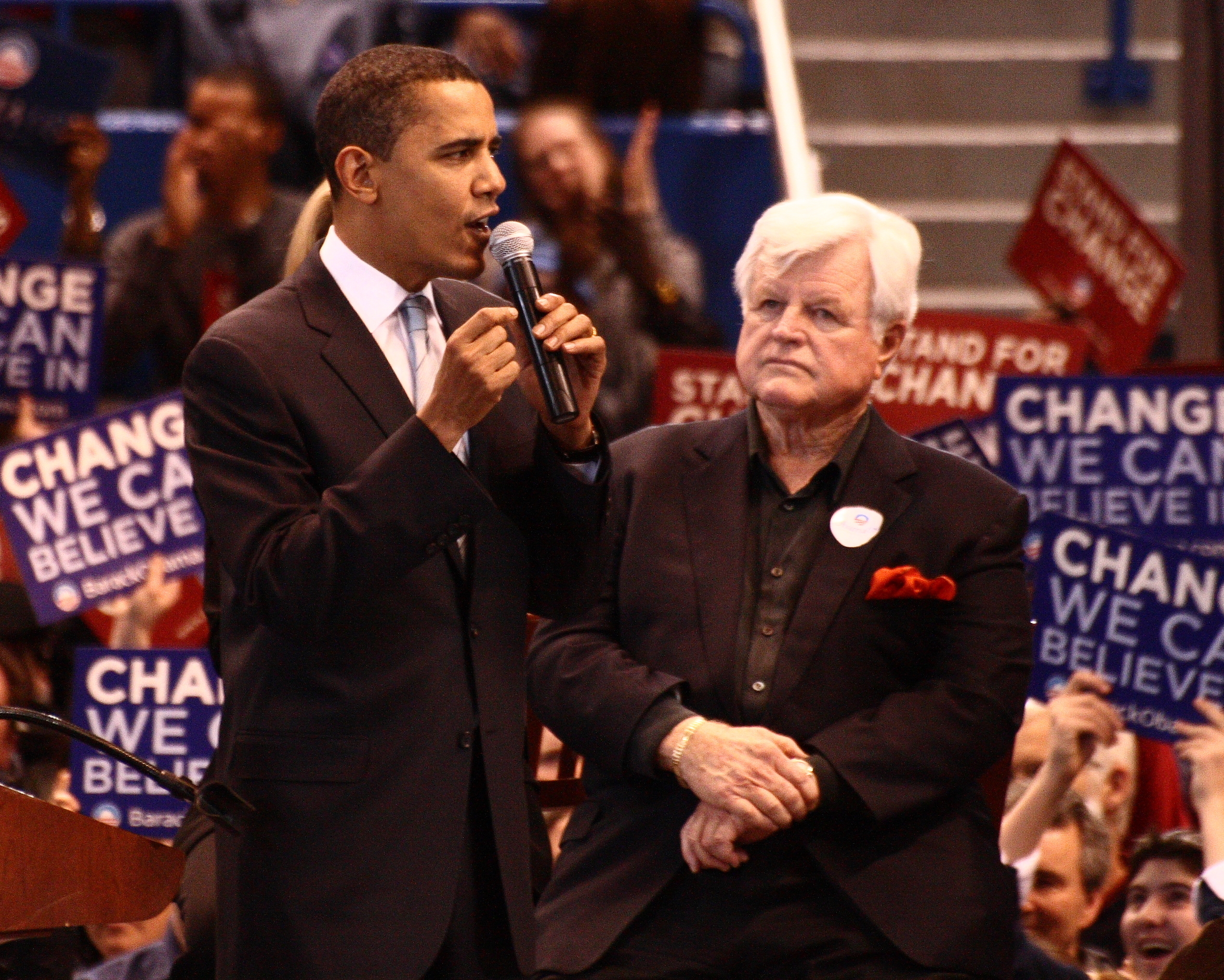
Kennedyho veřejná podpora senátoru Baracku Obamovi za jeho zvolení prezidentem USA na shromáždění v Hartfordu, 4. 2. 2008

Představoval jednoho z dlouhodobých vůdců Demokratické strany a jeho vyjádření podpory politickým kandidátům mělo ve Spojených státech značnou váhu a ohlas u části voličů. V roce 1988 podpořil massachusettského guvernéra Michaela Dukakise v boji o demokratického prezidentského kandidáta. Dukakis se jím stal, ale podlehl v prezidentských volbách George H. W. Bushovi. V roce 1992 pak podpořil massachusettského senátora Paula Tsongase, kterého v primárkách porazil Bill Clinton. Stejně tak v roce 2000 podal oporu viceprezidentovi Al Goreovi a o čtyři roky později svému kolegovi massachusettskému senátorovi John F. Kerrymu, který zvítězil v primárkách, ale podlehl v prezidentských volbách.
V roce 2008 se stavěl za zvolení illinoiského senátora Baracka Obamy americkým prezidentem, který se stal demokratickým kandidátem po vítězství nad Hillary Clinton.

## Onemocnění a smrt

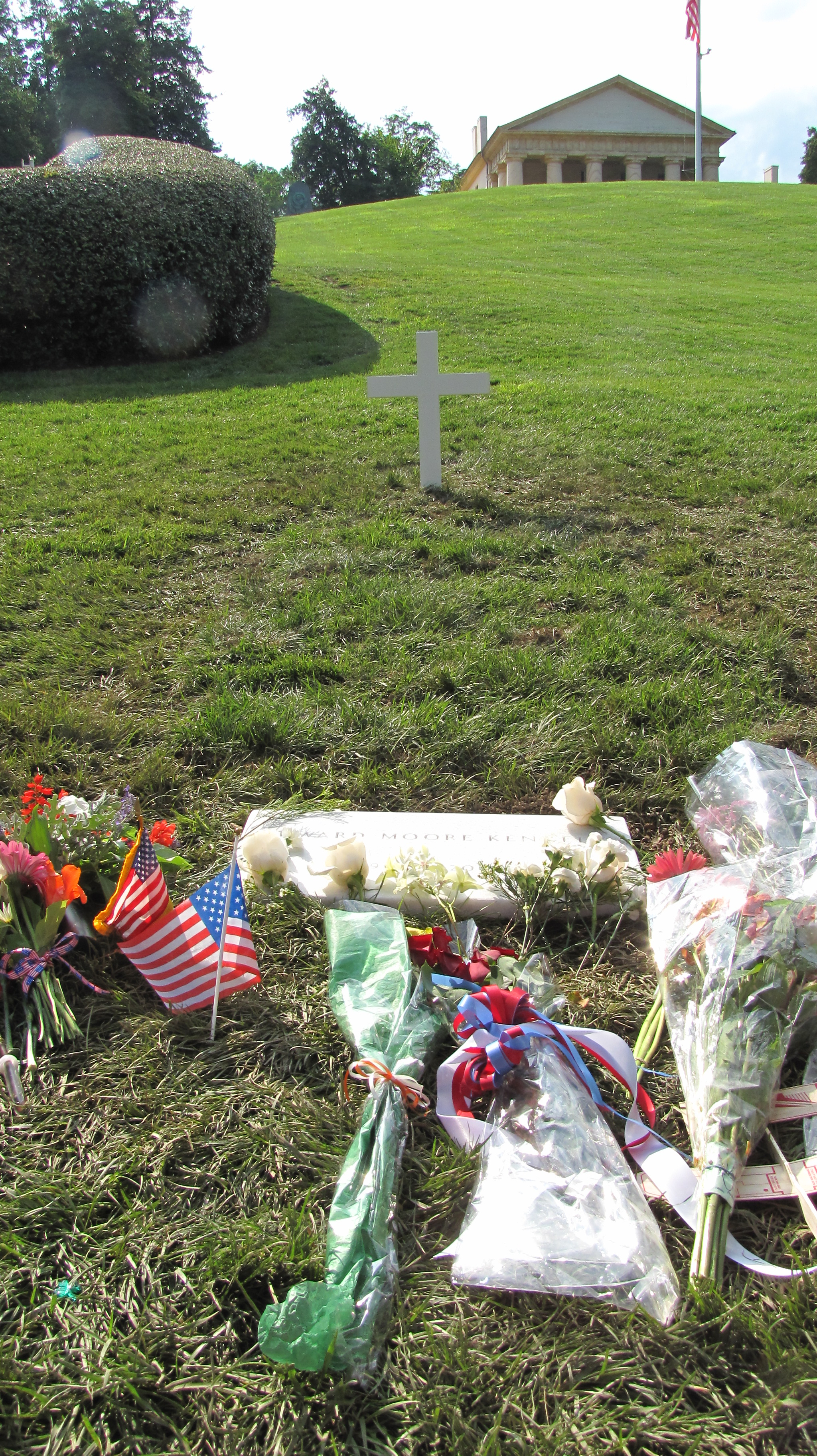
Hrob Edwarda Kennedyho

Tedovi Kennedymu byl diagnostikován mozkový zhoubný nádor podpůrných buněk, gliom. Výhodou mozkových nádorů je, že nemetastazují, přesto jejich přítomnost může být pro pacienta fatální. 2. června 2008 podstoupil operaci v nemocnici v Durhamu (Severní Karolína), při níž mu byl nádor vyjmut. Podrobil se chemoterapii a ozařování. Nemoci podlehl doma 25. srpna 2009.

## Náhrada mandátu v Senátu
Po jeho smrti, dne 24. září 2009, guvernér státu na uvolněné křeslo v Senátu jmenoval demokrata Paula Kirka, který se zavázal, že nebude kandidovat v doplňovacích volbách. Republikáni se toto jmenování pokusili právně rozporovat, ale neuspěli. Ve speciálních doplňovacích volbách konaných 19. ledna 2010 pak zvítězil republikán Scott Brown, který složením přísahy 4. února téhož roku vystřídal Paula Kirka v komoře. Funkční období vypršelo 3. ledna 2013.

## Vyznamenání
Kennedy během svého života obdržel řadu vyznamenání a čestných doktorátů. Mezi nejvýznamnější ocenění patří Řád britského impéria, mexický Řád aztéckého orla, americká Prezidentská medaile svobody či chilský Řád za zásluhy.